# Філіпчук Неоніла Степанівна
Неоніла Степанівна Філіпчук — українська вчена у галузі зоології, теріолог та педагог, фахівець зі сліпаків та ховрахів України, кандидат біологічних наук (1976), доцент кафедри зоології Національного педагогічного університету імені М. П. Драгоманова. Авторка близько 70 наукових праць, зокрема брала участь у створенні всіх трьох видань Червоної книги України (1980, 1994, 2009).

## Життєпис
Протягом 1962—1967 років навчалася на природничому факультеті Черкаського педагогічного інституту (нині Черкаський національний університет імені Богдана Хмельницького). Після завершення навчання залишилася на кафедрі зоології на посаді стажера-дослідника з можливістю проходити стажування в Інституті зоології АН УРСР. У 1970 році поступила до аспірантури в Інститут зоології АН УРСР. У 1976 році захистила кандидатську дисертацію на тему «Морфофізіологічні особливості популяцій ховрахів малого і крапчастого степової і лісостепової зони України» (керівник — Сокур Іван Тарасович). В Інституті зоології працювала у відділі експериментальної екології, після структурних змін в установі та злиття підрозділів — у відділі популяційної екології та охорони наземних хребетних (з 1977) і у відділі моніторингу та охорони тваринного світу (з 1989). З 1990 року до виходу на пенсію працювала на кафедрі зоології Національного педагогічного університету імені М. П. Драгоманова, з 1996 року на посаді доцента.
У 2000 році нагороджена знаком «Відмінник освіти України».

## Дослідження
Основним напрямком досліджень вченої було вивчення морфологічних та екологічних особливостей сліпаків та ховрахів України, а також оцінка стану популяцій цих тварин в Україні. Перш за все такі дослідження стосувалися ховраха малого, ховраха крапчастого, сліпака білозубого, сліпака буковинського, сліпака піщаного та сліпака подільського. Всі перелічені види занесені за обґрунтуваннями Неоніли Степанівни до Червоної книги України.
Брала участь у обґрунтуванні створення заказника Цецино (Чернівецька область) з метою охорони популяції сліпака буковинського.

## Деякі найважливіші публікації

### Довідники
- Червона книга Української РСР. 1980. Київ: Наукова думка. 504 с. [у складі колективу авторів]
- Червона книга України. Тваринний світ / за ред. М. М. Щербака. 1994. Київ: Українська енциклопедія. 464 с. [у складі колективу авторів]
- Загороднюк І., Домашлінець В., Покиньчереда В., Тищенко В., Ковальова І., Філіпчук Н., Слісаренко В., Крижанівський В., Біркун А., Кондратенко О. 1999. Ссавці України під охороною Бернської конвенції. Праці Теріологічної Школи. 2. 222 с.
- Червона книга України. Тваринний світ / за ред. І. А. Акімова. 2008. Київ: Глобалконсалтинг. 600 с. [у складі колективу авторів]

### Посібники
- Бровдій В. М., Лаврух О. В., Філіпчук Н. С. 1990. Практичні заняття з курсу «Зоологія з основами екології тварин»: методичні вказівки для студентів. Київ: КДПІ, 1990. 27 с.
- Україна: навчальний атлас. 1998. Київ: Головне управління геодезії, картографії та кадастру при Кабінеті Міністрів України. 96 с. [у складі колективу авторів]
- Карпова Г. Л., Мальцев В. І., Філіпчук Н. С. та ін. 2001. Природа Азово-Чорноморського регіону України: посібник для вчителів загальноосвітніх шкіл. Київ: ІНЕКО. 241 с.
- Філіпчук Н. С. Головач О. Ф., Шкулєпова Є. А. 2001. Навчально-польова практика з зоології хребетних. Київ: Друкарня Національного педагогічного університету ім. М. П. Драгоманова. 38 с.
- Пархоменко О. В., Барабаш О. В., Безродна А. А., Філіпчук Н. С., Чепурна, Н. П. 2006. Зоологія. Навчальний посібник для студентів біологічних спеціальностей вищих навчальних закладів. Київ: Національний педагогічний університет імені М. П. Драгоманова. 151 с.

### Статті
- Филипчук Н. С. 1973. Сезонная динамика морфо-физиологических показателей сусликов трех южноукраинских популяций. Вестник зоологии. 5: 24–29.
- Сокур И. Т., Филипчук Н. С. 1977. Морфофизиологические особенности географических популяций малого и крапчатого сусликов. Вестник зоологии. 5: 8–11.
- Сокур И. Т., Дворников М. В., Лобков В. А., Полушина Н. А., Реут Ю. А., Токарский В. А., Филипчук Н. С. 1988. Наземные беличьи Украины (современное состояние, особенности экологии, рациональное использование и охрана). В кн.: Изученность териофауны Украины, её рациональное использование и охрана. Киев: Наукова думка. 51–63.
- Филипчук Н. С., Янголенко Е. И. 1986. Современное распространение, численность и особенности экологии белозубого слепыша на Украине. Вестник зоологии. 1: 55–59.
- Филипчук Н. С., Янголенко Е. И. 1990. Буковинский слепыш. Редкие и исчезающие виды млекопитающих СССР. Москва: Наука. 82–89.
- Филипчук Н. С. 1990. Слепыш песчаный. Редкие и исчезающие виды млекопитающих СССР. Москва: Наука. 90–97.
- Філіпчук Н. С. Лашкова О. І., Палюх О. М. 2005. Краніологічні особливості алопатричних видів гризунів групи Spermophilus suslicus. Науковий часопис НПУ імені М. П. Драгоманова. Серія 20: Біологія. 1 (1): 70-81.
- Лашкова О., Філіпчук Н., Навозенко Я., Дзеверін І. 2009. Географічна мінливість краніологічних ознак ховраха малого (Spermophilus pygmaeus, Sciuridae, Rodentia) фауни України. Науковий вісник Ужгородського університету. Серія Біологія. 26: 72–78.